# 迪克·馬瑟利斯
迪克·馬瑟利斯（Dirk Marcellis，1988年14月13日—），荷蘭足球運動員，司職中堅。
他在歐協盃以互射十二碼淘汰熱刺賽後，一名荷蘭足球評論員稱他為“冰兔子”。

## 燕豪芬
雖然作為中堅，他是矮小的一個，但他在燕豪芬正選打出自己的打法，夥拍沙斯度鎮守後防，吸引到球迷的目光，他使燕豪芬後防更為穩固，成功取代阿歷士，他被傳加盟富豪球會曼城，2009年7月30日，球隊憑他在最後一分鐘的進球，使球隊在欧足联欧洲联赛外圍賽第三圈勝切爾諾莫雷。

## 國際賽
他曾替荷蘭國奧隊出席2008年北京奧運，但最後在加時以1:2不敵阿根廷出局。
他先後被國家隊教練雲馬維克徵召參加2010年世界杯外圍賽對挪威和冰島的賽事。他自2008年10月11號對冰島的賽事後。經常在國家隊名單之中。